# Colline Lucchesi
Colline Lucchesi ist der Name italienischer Rot- und Weißweine aus der Provinz Lucca in der Region Toskana.

## Geschichte
Seinen Namen trägt der überregional bekannte Wein in Anlehnung an seine Herkunft, da er in den Gemeinden Lucca, Capannori und Porcari in der toskanischen Provinz Lucca angebaut wird. Der Wein besitzt seit 1968 eine „kontrollierte Herkunftsbezeichnung“ (Denominazione di origine controllata – DOC), die zuletzt am 7. März 2014 aktualisiert wurde. Neben dem Wein Colline Lucchesi hat auch das aus der gleichen Gegend hergestellte Olivenöl einen größeren Bekanntheitsgrad erlangt.

## Erzeugung
Folgende Weintypen dürfen erzeugt werden:
- Colline Lucchesi Rosso: 45–80 % Sangiovese, 10–50 % Canaiolo, Ciliegiolo, Merlot und/oder Syrah – einzeln oder gemeinsam. Höchstens 30 % andere rote Rebsorten, die für den Anbau in der Region Toskana zugelassen sind, dürfen zugesetzt werden.
- Colline Lucchesi Bianco: 40–80 % Trebbiano Toscano. 10–60 % Chardonnay, Greco, Grechetto, Malvasia, Sauvignon und/oder Vermentino – einzeln oder gemeinsam. Höchstens 25 % andere weiße Rebsorten, die für den Anbau in der Region Toskana zugelassen sind, dürfen zugesetzt werden.
- Colline Lucchesi Vin Santo: Alle weißen Rebsorten, die für den Anbau in der Region Toskana zugelassen sind, dürfen verwendet werden.
- Colline Lucchesi Vin Santo Occhio di Pernice (dt. „Auge des Perlhuhns“): Alle roten Rebsorten, die für den Anbau in der Region Toskana zugelassen sind, dürfen verwendet werden.
- Bei folgenden Weinen muss die genannte Rebsorte zu mindestens 85 % enthalten sein. Höchstens 15 % andere analoge Rebsorten, die für den Anbau in der Region Toskana zugelassen sind, dürfen zugesetzt werden:[1]
  - Colline Lucchesi Merlot
  - Colline Lucchesi Sangiovese
  - Colline Lucchesi Sauvignon
  - Colline Lucchesi Vermentino

## Beschreibung
Laut der Denomination werden die Weine wie folgt beschrieben: (Auszug)

### Colline Lucchesi Rosso
- Farbe: helles Rubinrot, das dazu neigt, mit zunehmender Reife zu Granatrot zu werden
- Geruch: angenehm, charakteristisch
- Geschmack: trocken, harmonisch, weich, lebhaft bei jungen Weinen
- Alkoholgehalt: mindestens 11,0 Vol.-%, bei „Riserva“ 11,5 Vol.-%
- Säuregehalt: mind. 4,5 g/l
- Trockenextrakt: mind. 18,0 g/l

### Colline Lucchesi Bianco
- Farbe: mehr oder weniger intensives Strohgelb
- Geruch: sanft, angenehm, charakteristisch
- Geschmack: trocken, sanft, harmonisch
- Alkoholgehalt: mindestens 10,5 Vol.-%
- Säuregehalt: mind. 4,5 g/l
- Trockenextrakt: mind. 14,0 g/l